# شرکت موتور هانسلت
شرکت موتور هانسلت (انگلیسی: Hunslet Engine Company) شرکت مهندسی بریتانیایی است، که در سال ۱۸۶۴ تأسیس شد.